# The Animal Five
The Animal Five var ett svenskt indierockband, bildat i Malmö år 2000 av Martin von Inghardt och Andreas Olofsson. Bandet utökade snabbt med Jesper Walldorf och Peter Alstorp. Gruppnamnet kommer från en intervju med The Rolling Stones där en programledare inte hade den blekaste aning om vem de var, Mick Jagger upplyste då programledaren ironiskt om att det var de som var "The Animal Five".
År 2002 spelade The Animal Five in en vinylsingel med Diapazam.Strax därefter blev Mattias Stålnacke medlem i gruppen.
Nya inspelningar gjordes 2004 i Gula Studion i Malmö där Magnus Sveningsson (The Cardigans) var på besök och fick tycke för inspelningarna, vilket ledde till att han återupplivade Trampolene tillsammans med Universal Sweden.
Bandet har ofta jämförts med The Strokes. Martin von Inghardt menar att det är The Strokes som stulit deras sound. 
Första albumet som är ett minialbum på sex låtar är producerat av Marco Manieri. Första singeln "Sharks" togs emot ganska kyligt även om videon blev omdiskuterad för sitt "billiga" utseende och komiska innehåll. Martin von Inghardt sade i en intervju "Det kostar att se billig ut, fråga Dolly Parton".
Låten "Spareparts" användes som vinjett i Kanal 5:s TV-program "Veckans Nyheter". Låten blev även populär på radiostationer i Berlin och planerades på att bli en singel, men avbröts efter videoinspelningarna.
I februari 2007 gjorde de en engelsk version på Säkert!s låt "Vi kommer att dö samtidigt"  bara någon knapp vecka efter originalet. Låten skapade därför dispyter om vilken som var först. 
Kort därefter (20 april) släpptes debutalbumet även i Tyskland. Bandet har turnerat flitigt i Sverige, Tyskland och Luxemburg, där bandet sägs ha kommit i konflikt med Pink.
24 mars 2008 släpptes singeln "Demon Fire". Låten gick ganska obemärkt förbi trots sin unika låtstruktur. Tillsammans med pop-artisten Kristian Anttila släppte bandet singeln Turning Vorgen år 2009, nu på skivbolaget Så Länge Skutan Kan Gå Records. I augusti samma år släpptes filmen Road Trip: Beer Pong där gruppens låt "I Love Myself For Hating You" kan höras. I november släpptes sedan både singeln Victoria, en låt till sångerskan Victoria Bergsman, och albumet Je Ne Sais Quack. 
I slutet av 2010 gjorde bandet en turné och sade sedan att de inte skulle spela något mer förrän nytt material är inspelat.
I början av 2012 påbörjades nytt material, men när Mattias Stålnacke flyttade till Afrika lades bandet ned. Resterande medlemmar startade dock ett nytt band i början av 2013, Canary Islands, där tanken var att bara släppa musik som ett nytt format kallat 3P.

## Medlemmar
Senaste medlemmar
- Martin von Inghardt – sång
- Jesper Walldorf – basgitarr
- Mattias Stålnacke – gitarr
- Andreas Olofsson – gitarr
- Peter Alstorp – trummor

Bandet ackompanjerades ibland av Papa Joe (Johan Holmström) på orgel.

## Diskografi
Studioalbum
- 2006 – The Animal Five (mini-album)
- 2009 – Je Ne Sais Quack

Singlar
- 2002 – "Sneeze Interrupted" / "Summertime in Sweden" (vinylsingel 500 ex.)
- 2006 – "Sharks"
- 2006 – "Love Myself for Hating You"
- 2007 – "We're Going to Die"
- 2008 – "Demon Fire"
- 2009 – "Turning Vorgen" (med Kristian Anttila)[6]
- 2009 – "Victoria"